# Europese kampioenschappen tafeltennis 2018
De Europese kampioenschappen tafeltennis 2018 werden gehouden in Alicante (Spanje) van 18 t/m 23 september 2019.
Op het programma stonden vijf onderdelen:
- Enkelspel mannen. Regerend kampioen was  Emmanuel Lebesson.
- Enkelspel vrouwen. Regerend kampioen was  Melek Hu.
- Dubbelspel mannen. Regerend kampioenen waren  Patrick Franziska en  Jonathan Groth.
- Dubbelspel vrouwen. Regerend kampioenen waren  Kristin Lang en  Sabine Winter.
- Gemengd dubbel. Regerend kampioenen waren  João Monteiro en  Daniela Dodean.

Er werden geen landenteamwedstrijden gespeeld deze editie.

## Medaillewinnaars
| Onderdeel        | Goud                          | Zilver                          | Brons                                                                     |
| Enkelspel (m)    | Timo Boll                     | Ovidiu Ionescu                  | Patrick Franziska Kristian Karlsson                                       |
| Enkelspel (v)    | Li Qian                       | Margaryta Pesotska              | Sofia Polcanova K. Grzybowska-Franc                                       |
| Dubbel (m)       | Robert Gardos Daniel Habesohn | Mattias Falck Kristian Karlsson | Ruwen Filus Ricardo Walther Patrick Franziska Jonathan Groth              |
| Dubbel (v)       | Nina Mittelham Kristin Lang   | Sofia Polcanova Jana Noskova    | Ni Xia Lian Sarah de Nutte Matilda Ekholm Georgina Póta                   |
| Dubbel (gemengd) | Ruwen Filus Han Ying          | Stefan Fegerl Sofia Polcanova   | Patrick Franziska Petrissa Solja Aleksandar Karakašević Rūta Garkauskaitė |

### Medaillespiegel
| Plaats | Land       | Goud | Zilver | Brons | Totaal |
| 1      | Duitsland  | 3    | 0      | 3,5   | 6,5    |
| 2      | Oostenrijk | 1    | 1,5    | 1     | 3,5    |
| 3      | Polen      | 1    | 0      | 1     | 2      |
| 4      | Zweden     | 0    | 1      | 1,5   | 2,5    |
| 5      | Roemenië   | 0    | 1      | 0     | 1      |
| 5      | Oekraïne   | 0    | 1      | 0     | 1      |
| 7      | Rusland    | 0    | 0,5    | 0     | 0,5    |
| 8      | Luxemburg  | 0    | 0      | 1     | 1      |
| 9      | Hongarije  | 0    | 0      | 0,5   | 0,5    |
| 9      | Servië     | 0    | 0      | 0,5   | 0,5    |
| 9      | Litouwen   | 0    | 0      | 0,5   | 0,5    |
| 9      | Denemarken | 0    | 0      | 0,5   | 0,5    |
| Totaal | Totaal     | 5    | 5      | 10    | 20     |